# Dunston, Lincolnshire
Dunston är en ort och civil parish i Storbritannien.   Den ligger i grevskapet Lincolnshire och riksdelen England, i den sydöstra delen av landet, 180 km norr om huvudstaden London. Dunston ligger 14 meter över havet och antalet invånare är 1 005.
Terrängen runt Dunston är platt, och sluttar österut. Runt Dunston är det ganska tätbefolkat, med 108 invånare per kvadratkilometer. Närmaste större samhälle är Lincoln, 12,5 km nordväst om Dunston. Trakten runt Dunston består till största delen av jordbruksmark.